# John Nunn
John Dennis Martin Nunn (25 april 1955) is een Britse schaker. In 1974 werd hij Europees kampioen van de junioren en in 1978 FIDE grootmeester (GM). In 1980 was hij schaakkampioen van Groot-Brittannië. In dat jaar werd hij ook beroepsschaker. In 1982 deelde hij de eerste plaats in het Hoogovenstoernooi.
Hij heeft ook een aantal malen in de Schaakolympiade meegespeeld. In 1993 was hij winnaar van het grote toernooi te Hastings evenals in 1996, maar in dat jaar deelde hij die plaats met Mark Hebden. 
In 2004, 2007 en 2010 won hij het Wereldkampioenschap oplossen van schaakproblemen. 
Nunn studeerde aan de prestigieuze Universiteit van Oxford.

## Partij
| 8 | rd | nd | bd |    | qd |    | kd | rd |
| 7 | pd |    |    | nd |    |    |    | pd |
| 6 |    | pd | pd |    |    |    |    | bl |
| 5 |    |    |    | pd | pl |    |    |    |
| 4 |    |    |    | pl |    |    |    | ql |
| 3 |    |    | nl |    |    |    |    |    |
| 2 | pl | pl | pl |    |    | pl | pl | pl |
| 1 | rl |    |    |    | kl |    |    | rl |
|   | a  | b  | c  | d  | e  | f  | g  | h  |

Hier volgt de partij J. Nunn - R. Smith, 1970 schaakopening Caro Kann, ECO-code B10:

1.e4 c6 2.Pc3 d5 3.Df3 e6 4.d4 Pf6 5.e5 Pfd7 6.Ph3 Le7 7.Ld3 b6 8.Pf4 g6 9.Dh3 Lg5 10.Lg6 Lf4 11.De6+ De7 12.Lf7+ Kf8 13.Lf4 Df7 14.Lh6+ Kg8 15.Dh3 De8 16.Dh4 diagram (1-0)